# قميص الكتاب

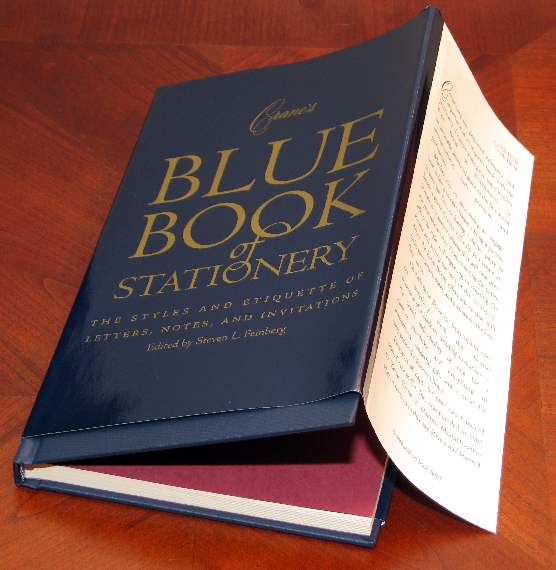
قميص كتاب، مكشوف جزئياً للتوضيح.

قميص الكتاب أو سِترة الكتاب هو الغلاف الخارجي القابل للفصل، وعادة ما يكون مصنوعاً من الورق ومطبوع عليه نص ورسوم توضيحية. يحتوي هذا الغلاف الخارجي على لوحات مطوية تثبته على غلاف الكتاب من الأمام والخلف.
أُصدرت أقدم سترة كتاب مسجلة في يومنا هذا للناشرين في عام 1829م في مجلة سنوية باللغة الإنجليزية بعنوان "عرض الصداقة لعام 1830". وقد اكتشفت في مكتبة بودلي في أكسفورد من قبل مايكل تورنر، وهو أمين سابق ورئيس قسم الحفظ في المكتبة. أُعلن عن وجودها من قبل أكسفورد في عام 2009م.